# Loepa sivalensis
Loepa sivalensis är en fjärilsart som beskrevs av Silbermann 1897. Loepa sivalensis ingår i släktet Loepa och familjen påfågelsspinnare. Inga underarter finns listade i Catalogue of Life.